# Obléhání Egeru (1552)

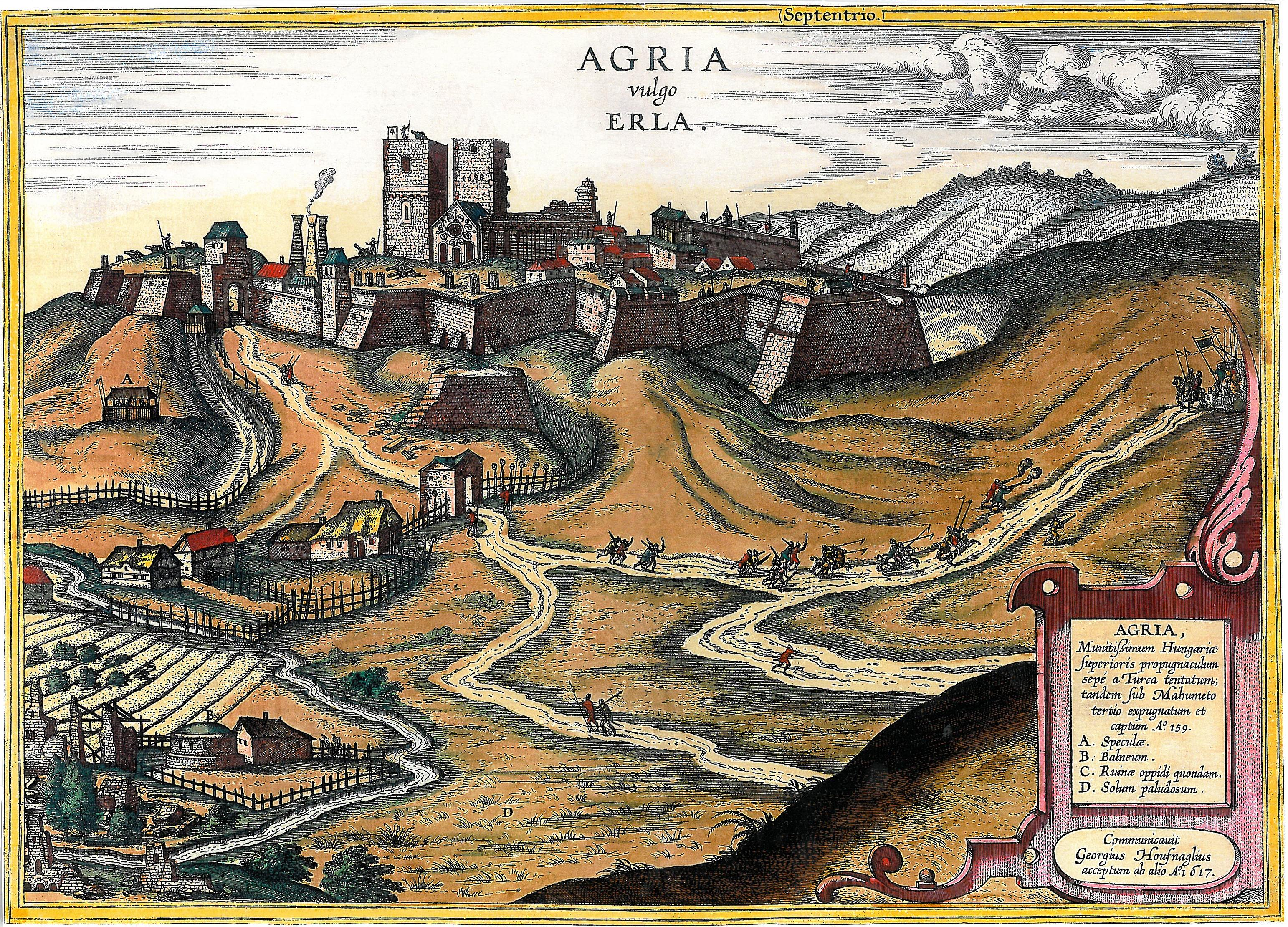
Egerský hrad v 16. století

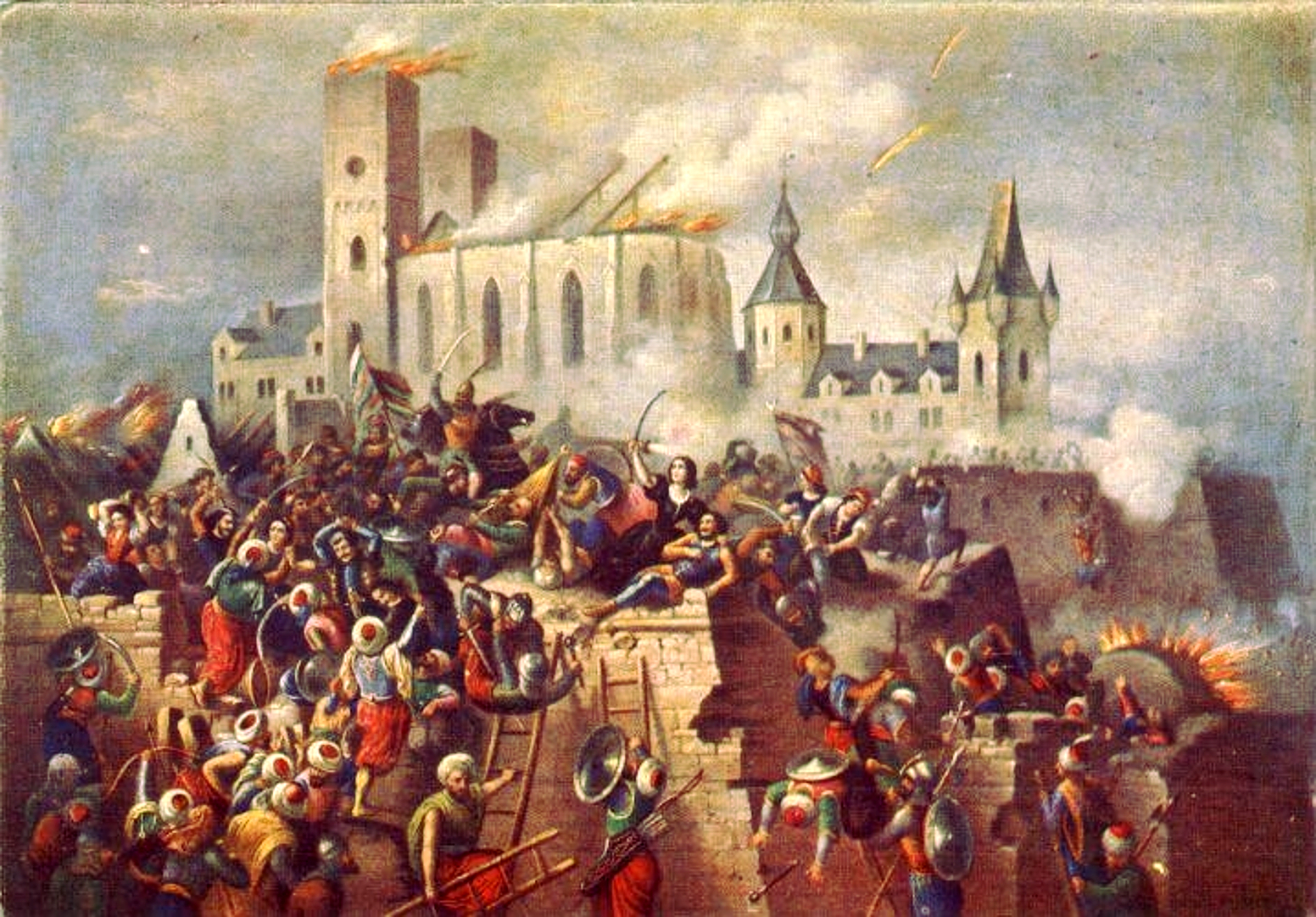
Obléhání Egerského hradu

Obléhání Egeru (maďarsky: Eger ostroma) se odehrálo během osmanských válek v Evropě v 16. století. V roce 1552 oblehly síly Osmanské říše vedené Karou Ahmedem Pašou Egerský hrad, který se nacházel v severní části Uherského království. Obráncům pod vedením Istvána Dobóa se však podařilo útoky odrazit a hrad ubránit, přestože byli početně převýšeni přibližně v poměru 17:1. Obléhání se stalo symbolem národní obrany a vlasteneckého hrdinství v Maďarsku.

## Pozadí
Osmanský sultán Sulejman Nádherný zahájil expanzi říše v roce 1520 po skončení vlády Selima I. Začal útočit na území ovlivněná Uherskem a Rakouskem a v roce 1526 vpadl na uherskou půdu. Uherská armáda byla rozdrcena v bitvě u Moháče, čímž byla otevřena cesta k útoku na Podunajskou nížinu. Bitva zároveň vedla ke smrti uherského a českého krále Ludvíka II., což vyvolalo spor o trůn. Rakouský císař Ferdinand I. se stal českým králem, avšak uherský trůn si nárokoval také pretendent Jan Zápolský, jehož nárok podporovali šlechtici a sultán. Mocenský boj pokračoval i po Janově smrti v roce 1540, kdy na trůn nastoupil jeho syn Jan II. Zikmund Zápolský. Spor byl vyřešen až v roce 1570, kdy se Jan II. vzdal trůnu ve prospěch Maxmiliána I.
Osmané narazili na odpor během obléhání Günsu (Kőszeg) v roce 1532, kde síla 800 mužů pod vedením Nikoly Jurišiće dokázala zadržet osmanskou armádu. To však pouze zpozdilo jejich tažení o 25 dní a Osmané pokračovali ve svém postupu na Budín, který nakonec obsadili v roce 1541. Budín se stal centrem osmanské správy v regionu a Osmané podporovali vládu Jana II. nad okupovanými územími.
Ztráta křesťanských pevností v Temešváru a Szolnoku v roce 1552 byla přičítána žoldnéřským vojákům v uherských řadách. Když se Osmané ve stejném roce zaměřili na severouherské město Eger, málokdo očekával, že obránci budou klást významný odpor, zvláště když se před Egerem spojily dvě mocné osmanské armády pod vedením Ahmeda a Aliho, které předtím zničily veškerý odpor.
Eger byl důležitou pevností a klíčem k obraně zbytku uherského území. Severně od Egeru leželo špatně opevněné město Kassa (dnešní Košice), které bylo centrem důležité těžební oblasti s mincovnami, jež Uherskému království poskytovaly velké množství kvalitních stříbrných a zlatých mincí. Kromě možnosti ovládnutí tohoto zdroje příjmů by pád Egeru umožnil Osmanské říši zajistit si alternativní logistickou a vojenskou trasu pro další expanzi na západ, což by pravděpodobně umožnilo Turkům častější obléhání Vídně.

## Obléhání
Podle starých uherských záznamů a odhadů spisovatele Gézy Gárdonyiho čítala osmanská armáda 150–200 tisíc mužů. Ve skutečnosti však měla kolem 35–40 tisíc vojáků, kteří pocházeli z rumélijské armády (s anatolským kontingentem) a z jednotek Ahmeda Paši z Budína.
Osmané disponovali 16 zarbuzany (velkými obléhacími děly), přibližně 150 středními a menšími děly a 2 000 velbloudy, kteří sehráli klíčovou roli při sběru a přepravě dřeva na stavbu dočasných obléhacích platforem. Obránci měli k dispozici šest velkých a asi tucet menších děl a přibližně 300 ručních palných zbraní s dostatečnou zásobou střeliva.
Navzdory početní převaze Osmanů pomohly silné hradby Egeru a vysoká morálka jeho obránců pevnosti odolat pěti velkým útokům a nepřetržité dělostřelecké palbě. (Mimo dělové koule, které uvízly ve zdech pevnosti, dopadlo na hrad během obléhání téměř 12 000 dělostřeleckých střel.)
Pevnost bránilo 2 100–2 300 osob, mezi nimiž byli profesionální vojáci, sedláci a několik desítek žen. Obráncům velel István Dobó a jeho zástupce István Mekcsey, který se ujal velení v roce 1549. Z přibližně 1 530 bojeschopných mužů tvořili cizí žoldnéři jen malou část – Dobó najal šest německých dělostřelců, aby co nejefektivněji využili dělostřelectvo pevnosti. Mezi důležité velitele patřil také Gergely Bornemissza, který velel oddílu 250 uherských pěšáků. Bornemissza se však proslavil především svými znalostmi výbušnin. Během obléhání vynalezl primitivní, ale smrtící granáty a sudové bomby, které vrhal na útočníky. Dokonce zkonstruoval vodní mlýnské kolo naplněné střelným prachem, které pustil proti osmanským řadám. Tajemství jeho zbraní spočívalo v tom, že střelný prach nejen explodoval, ale také vyvolával další požáry – Bornemissza přidával do náloží olej, síru a pazourky, aby při explozi zasypaly nepřítele hořícími střelami.
Osmané očekávali snadné vítězství, ale statečnost obránců a Dobóova inspirativní taktika vedly k odražení opakovaných útoků. Ani po výbuchu skladiště, ve kterém bylo uloženo 24 tun střelného prachu, a následném vážném poškození hradeb se útočníkům nepodařilo prorazit do pevnosti. Po 39 dnech krvavých bojů osmanská armáda ustoupila – poražená a ponížená. Obránci přišli přibližně o třetinu svých mužů, včetně těch, kteří padli nebo utrpěli trvalá zranění. Dobó během bitvy ztratil oba své panoše.
Podle moderních historických výzkumů přispělo k vítězství obránců několik vnějších faktorů. Mezi dvěma osmanskými veliteli, pašou Alim a pašou Ahmedem, panovaly vážné neshody. Ahmed byl sice zkušenější a měl dvakrát více vojáků než Ali, ale Ali byl strategicky zdatnější a dokázal svou dělostřeleckou baterií čtyř velkých děl vážně poškodit hradby. Během obléhání osmanským jednotkám dvakrát došel střelný prach a mramorové dělové koule, což na týden či déle ochromilo těžké dělostřelectvo. Podzim přišel nečekaně brzy s vydatnými dešti a mrazivými nočními teplotami. Kromě toho byla mezi osmanskými vojáky špatná morálka kvůli sníženým přídělům rýže a korupčním praktikám důstojníků. Přestože Osmané v Egeru neuspěli, jejich tažení v roce 1552 bylo celkově úspěšné – dobyli Veszprém, Temešvár, Szolnok a Lippu spolu s asi 25 dalšími uherskými pevnostmi.
Po vítězství v Egeru Dobó a jeho důstojníci rezignovali na své funkce na protest proti tomu, že král Ferdinand neposkytl žádnou materiální podporu při obraně pevnosti. Novým velitelem pevnosti byl jmenován Gergely Bornemissza, kterého však Osmané později zajali, přepadli a oběsili. Pevnost Eger odolávala osmanským útokům až do roku 1596, kdy ji po dlouhém obléhání obsadil sám sultán Mehmed III. Město zůstalo pod osmanskou nadvládou 91 let.
Eger se stal symbolem národní obrany, vlasteneckého hrdinství a důkazem, že motivovaná domácí armáda může přemoci početně silnější, ale demoralizované žoldnéřské vojsko.

## V umění a literatuře
Nejstarší záznamy o obléhání pořídil kronikář Sebestyén Tinódi Lantos v roce 1554, když složil hudební verše oslavující hrdinství obránců Egeru.
Teprve v 19. století se obléhání Egeru stalo inspirací pro maďarské spisovatele, kteří na jeho základě začali psát beletristická díla. Prvním z nich byla báseň Eger od Mihálye Vörösmartyho z roku 1827.
Nejslavnější zpracování příběhu však pochází od spisovatele Gézy Gárdonyiho, který v roce 1899 napsal populární historický román Egri csillagok (Egerské hvězdy). Román popisuje události vedoucí k obléhání a samotné boje, přičemž se zaměřuje na příběh Gergelye Bornemisszy, kapitána Dobóa a jeho spolubojovníka Istvána Mekcseye. V 60. letech 20. století byl román adaptován do celovečerního filmu, který je dodnes pravidelně vysílán v maďarské televizi.
Slavný obraz Bertalana Székelyho Az Egri Nők (Ženy z Egeru) zachycuje obranu pevnosti, zejména statečnost žen při boji. Tento obraz je vystaven v Maďarské národní galerii v Budapešti.